# Brazilië op de Olympische Zomerspelen 1920
Brazilië debuteerde op de Olympische Spelen tijdens de Olympische Zomerspelen 1920 in Antwerpen, België. Bij hun eerste optreden werden direct drie medailles gewonnen; van elke kleur één en allen bij het schieten. De Brazilianen deden mee aan schieten, roeien en waterpolo.

## Medailles
| Sport       | Olympiër                                                                           | Discipline                    | Medaille |
| ----------- | ---------------------------------------------------------------------------------- | ----------------------------- | -------- |
| Schietsport | Guilherme Paraense                                                                 | 30m militair pistool (m)      | Goud     |
| Schietsport | Afrânio da Costa                                                                   | 50m pistool (m)               | Zilver   |
| Schietsport | Dario Barbosa Afrânio da Costa Guilherme Paraense Fernando Soledade Sebastião Wolf | 50m militair pistool team (m) | Brons    |

## Deelnemers en resultaten

### Roeien
| Olympiër                                                                        | Discipline   | Resultaat | Prestatie                    |
| ------------------------------------------------------------------------------- | ------------ | --------- | ---------------------------- |
| Ernesto Flores Filho João Jório Guilherme Lorena Abrahão Saliture Alcides Veira | vier-met (m) | 6e        | halve finale 3: 2e in 7.25,4 |

### Schietsport
| Olympiër                                                                           | Discipline                    | Resultaat | Prestatie   |
| ---------------------------------------------------------------------------------- | ----------------------------- | --------- | ----------- |
| Dario Barbosa                                                                      | 50m pistool (m)               | 23e       | 441 punten  |
| Afrânio da Costa                                                                   | 50m pistool (m)               | Zilver    | 489 punten  |
| Guilherme Paraense                                                                 | 50m pistool (m)               | 13e       | 456 punten  |
| Fernando Soledade                                                                  | 50m pistool (m)               | 26e       | 424 punten  |
| Sebastião Wolf                                                                     | 50m pistool (m)               | 15e       | 454 punten  |
| Mário Maurity                                                                      | 30m militair pistool (m)      | 7e        | 249 punten  |
| Guilherme Paraense                                                                 | 30m militair pistool (m)      | Goud      | 241 punten  |
| Demerval Peixoto                                                                   | 30m militair pistool (m)      | 11e       | 456 punten  |
| Fernando Soledade                                                                  | 30m militair pistool (m)      | 9e        | 248 punten  |
| Sebastião Wolf                                                                     | 30m militair pistool (m)      | 8e        | 249 punten  |
| Dario Barbosa Afrânio da Costa Guilherme Paraense Fernando Soledade Sebastião Wolf | 50m pistool team (m)          | 4e        | 1261 punten |
| Dario Barbosa Afrânio da Costa Guilherme Paraense Fernando Soledade Sebastião Wolf | 50m militair pistool team (m) | Brons     | 2264 punten |

### Schoonspringen
| Olympiër         | Discipline     | Resultaat | Prestatie                                               |
| ---------------- | -------------- | --------- | ------------------------------------------------------- |
| Adolpho Wellisch | 3m plank (m)   | 8e        | 1e ronde: 4e met 522,85 punten                          |
| Adolpho Wellisch | 10m toren (m)  | 7e        | 423,80 punten                                           |
| Adolpho Wellisch | hoogduiken (m) | 8e        | 1e ronde: 3e met 162,0 punten finale: 8e met 153 punten |

### Waterpolo
| Olympiër | Discipline | Resultaat | Prestatie                                                     |
| --- | ---------- | --------- | ------------------------------------------------------------- |
| Orlando Amêndola Ângelo Gammaro João Jório Edgard Leite Mangangá Alcides Paiva Victorino Ramos Abrahão Saliture | mannen     | 6e        | 1e ronde: W van Frankrijk: 5-1 kwartfinale: V van Zweden: 3-7 |

### Zwemmen
| Olympiër         | Discipline          | Resultaat | Prestatie             |
| ---------------- | ------------------- | --------- | --------------------- |
| Orlando Amêndola | 100m vrije slag (m) | 6e        | serie 4: 6e           |
| Ângelo Gammaro   | 100m vrije slag (m) | series    | serie 2: 3e in 1.22,0 |

Argentinië · Australië · België · Brazilië · Brits-Indië · Canada · Chili · Denemarken · Egypte · Estland · Finland · Frankrijk · Griekenland · Groot-Brittannië · Italië · Japan · Joegoslavië · Luxemburg · Monaco · Nederland · Nieuw-Zeeland · Noorwegen · Portugal · Spanje · Tsjecho-Slowakije · Verenigde Staten · Zuid-Afrika · Zweden · Zwitserland